# Néville
Néville – miejscowość i gmina we Francji, w regionie Normandia, w departamencie Sekwana Nadmorska.
Według danych na rok 1990 gminę zamieszkiwało 1109 osób, a gęstość zaludnienia wynosiła 120 osób/km² (wśród 1421 gmin Górnej Normandii Néville plasuje się na 204. miejscu pod względem liczby ludności, natomiast pod względem powierzchni na miejscu 395.).